# Појениле Оанчеј (Њамц)
Појениле Оанчеј (рум. Poienile Oancei) насеље је у Румунији у округу Њамц у општини Станица. Oпштина се налази на надморској висини од 272 m.

## Становништво
Према подацима из 2002. године у насељу је живело 264 становника, од којих су сви румунске националности.